# Univerbazione
In linguistica, con univerbazione (o univerbizzazione) s'intende l'unione, sia grafica sia verbale, di diverse parole che comunque formavano già un sintagma ricorrente anche se divise: pomo d'oro > pomodoro.
È un fenomeno che in italiano si presenta molto spesso nelle congiunzioni (in vece > invece), talvolta anche accompagnato da uno slittamento di significato verso uno più specifico o anche diverso, rispetto alle parole di partenza (e poi «e dopo» > eppoi «e ancora; inoltre»). Nel corso dell'univerbazione non mancano di evidenziarsi anche fenomeni linguistici solamente fonologici, come il raddoppiamento fonosintattico.